# 에디 스터지스

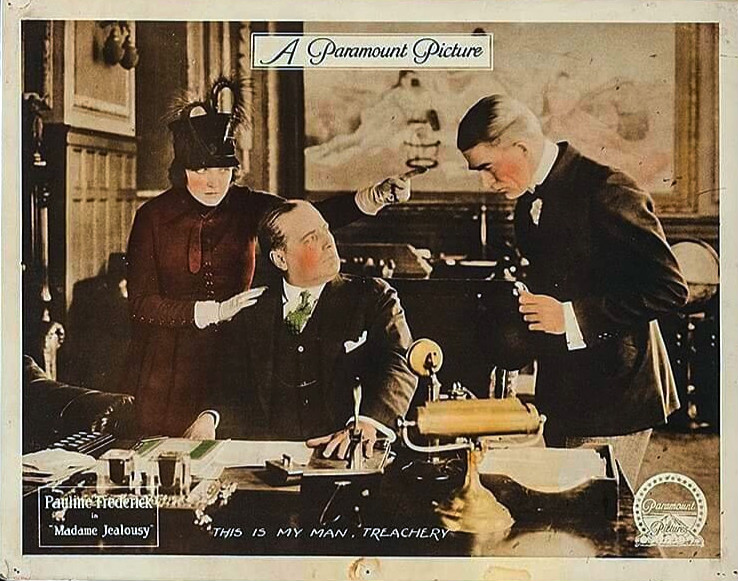

에디 스터지스(Eddie Sturgis, 1881년 10월 22일 ~ 1947년 12월 13일)는 미국의 배우, 영화배우이다.
워싱턴 D.C.에서 태어났으며 로스앤젤레스에서 사망하였다.

## 영화
- 하층민(영어판) (1936년)
- 미시시피 (1935년)
- 파질 (1928년)